# Dendrobium gibbiferum
Dendrobium gibbiferum är en orkidéart som beskrevs av Johannes Jacobus Smith. Dendrobium gibbiferum ingår i släktet Dendrobium, och familjen orkidéer. Inga underarter finns listade i Catalogue of Life.